# Lindormen (panserskib)
Lindormen var et dansk panserskib, og var lige som forgængeren Rolf Krake klassificeret som panserbatteri. Rolf Krake havde gjort glimrende tjeneste under 2. slesvigske krig og Marinen ønskede et skib af samme type, blot lidt større og kraftigere. Desuden ønskede man at få skibet bygget i Danmark, og det betød, at Orlogsværftets mange dygtige skibstømrere skulle omskoles til at bygge jernskibe. Lindormen blev dermed det første større krigsskib af jern, bygget i Danmark, og var tillige det første med to skruer, og det havde Marinens hidtil kraftigste kanoner. Maskineriet var fra Burmeister og Wain og som en anden nyskabelse valgte Marinen af bruge 4-bladede skruer. En Lindorm er et fabeldyr, og den har lagt navn til adskillige af Marinens skibe.

## Konstruktion
I Frederik Suensons periode som fabriksmester og direktør for skibsbyggeriet, frem til 1864, var der taget hul på bygningen af jernskibe på Orlogsværftet, med tre små kanonbåde, men fra 1864 blev det den nye bestyrer for skibsbyggeriet, N.E. Tuxen, der fik ansvaret for at føre den danske flåde ind i en ny tid med dampdrevne krigsskibe, býgget af jern. Til udformningen af Lindormen fik Tuxen hjælp af den ledende konstruktør, C. Kildentoft, der tegnede planerne.
Den 10. juli 1866 blev der skrevet kontrakt med Burmeister og Wain om levering af maskineriet. Det bestod af to fire-cylindrede dampmaskiner (høj- og lavtryks) og som noget nyt i Marinen fik skibet to skruer. Kølen blev lagt 20. juli 1866 og Lindormen blev søsat 8. august 1868. Pansringen var smedejern: I vandlinjen var der midtskibs 127 mm, som aftog til 115 mm ved stævnene. Dette panser var monteret på 265 mm hårdt træ, som igen var fæstnet på en inderhud bestående af 19 mm jern. Kanontårnet (af Coles' konstruktion) var beskyttet af 140 mm panser, kommandotårnet af 127 mm, og endelig var der et 25 mm panserdæk.

### Artilleri
Mens Rolf Krake havde to dobbelte kanontårne, nøjedes man i Lindormen med ét dobbelttårn, der så til gengæld fik Marinens hidtil kraftigste kanoner, i form af to 22,9 cm riflede kanoner, der blev omtalt som 90 punds (granatvægten), 254 centner (kanonvægten). I 1876 droppede Marinen granatvægten, og benyttede i stedet granaternes diameter, i dette tilfælde "Ni tommer". Kanonerne var leveret af firmaet Armstrong i Elswick (ved Newcastle). og de kunne affyre en salve omkring hvert fjerde minut. Som let skyts nævner Steensen fire styk 4-punds glatløbede haubitser. Disse var beregnet til at blive taget med i Lindormens både, og der manglede skyts til salutering og til at bekæmpe mindre skibe. På prøvetogtet i efteråret 1870 fik panserskibet opstillet en nyindkøbt svensk 4-punds, 9 centner kanon (83 mm L/17), og i december 1870 bestemte Marineministeriet, at skibe, der udelukkende havde svære kanoner, fremtidigt skulle udrustes med lette kanoner af denne eller tilsvarende typer. Fra 1874 havde Lindormen således opstillet to af de nævnte kanoner. I 1880 blev disse to lette kanoner udskiftet med to 87 mm riflede bagladere fra Krupp. I 1903 bestemte Marineministeriet, at både det svære og det lette skyts på Lindormen skulle udskiftes i forbindelse med en kommende hovedreparation, men den kom aldrig, så det gamle skyts forblev ombord.
Da truslen fra torpedobåde blev aktuel i slutningen af 1870'erne, indkøbte Marineministeriet henholdsvis en 25 mm mitrailleuse fra det svenske firma Palmcrantz og en 37 mm revolverkanon fra det franske firma Hotchkiss. Mitrailleusen blev afprøvet ombord på kanonbåden Falster i sommeren 1879 og revolverkanonen blev afprøvet på Lindormen under eskadretjenesten samme år. På baggrund af forsøgene besluttede Marinen at satse på revolverkanonerne, og fra 1881 fik Lindormen installeret fire styk. I årene 1893-1898 var det lette skyts suppleret med en 11-mm mitrailleuse fra Nordenfeldt.

## Tjeneste
Lindormen fik en aktiv karriere og deltog ofte i de årlige eskadrer. På prøvetogtet, der indledtes 15. august 1869, havde den stadig en let sejlrigning, men den var mest i vejen, og blev fjernet.
- I juni-september 1870 var Lindormen i eskadre med panserskibene Dannebrog og Peder Skram, og senere samme år fulgte et nyt prøvetogt.
- I juni-september 1872 var Lindormen i eskadre med Rolf Krake, Gorm, Absalon og Esbern Snare.
- I september-oktober 1873 var de øvrige skibe Rolf Krake, Gorm og kanonbåden Buhl.
- I september-oktober 1874 var de øvrige skibe Odin, Gorm og kanonbåden Willemoes.
- I august-oktober 1875 var de øvrige skibe Odin, Gorm og skruekorvetten Hejmdal, samt en kanonbådsdeling med Willemoes, Falster, Øresund og Store Bælt.
- I september-oktober 1877 var eskadrens øvrige skibe Odin, Gorm, Absalon og Willemoes.
- I september-oktober 1879 var de øvrige skibe Helgoland, Odin og Absalon.
- I september-oktober 1881 var eskadren identisk med 1879.
- I september-oktober 1882 var de øvrige skibe Odin, Gorm og Absalon.
- I august-oktober 1885 var eskadrens øvrige skibe Odin, Gorm, Falster, Esbern Snare og de tre torpedobåde Hvalrossen, Delfinen og Sværdfisken.
- I juni-oktober 1889 var eskadrens øvrige skibe Gorm, Absalon, Møen, Øresund, Store Bælt og Lille Bælt. I august blev eskadren udvidet med et antal torpedobåde: Hajen, Søulven, Nr. 6, 7, 9, 10, 11, 12, 13 og Patrouillebaad nr. 3 og 4. Med enkelte udskiftninger opererede torpedobådene sammen med eskadren, til den blev opløst 3. oktober 1889.[10]

Derefter blev Lindormen lagt op, indtil den blev solgt i 1907 sammen med Rolf Krake. De to skibe blev slæbt til Dordrecht i Nederlandene og ophugget.